# Lawrence Rooke
Lawrence Rooke (Deptford, 13 marzo 1622 – Londra, 27 giugno 1662) è stato un astronomo e matematico inglese.
Fu tra i fondatori della Royal Society sebbene sia morto prima di poterla vedere ufficialmente costituita. Gli sono stati dedicati i Montes Rook sulla Luna.

## Biografia
Discendente tramite il ramo materno da Lancelot Andrewes, studiò all'Eton College e al King's College di Cambridge dove si laureò nel 1647. Interrotta per motivi di salute la carriera universitaria, tornò nel 1650 come studente al Wadham College di Oxford dove ebbe l'opportunità di lavorare al fianco di John Wilkins e Seth Ward. Dal 1652 ricoprì il ruolo di professore di astronomia al Gresham College, per poi passare nel 1657 alla cattedra di geometria.
I suoi studi sulla longitudine e le lune gioviane furono pubblicati postumi. Fu anche l'autore delle istruzioni, apparse in una delle prime pubblicazioni della Royal Society, sulle corrette modalità per le osservazioni celesti per naviganti e viaggiatori.